# Nemesludrova
Nemesludrova (szlovákul Ludrová) község Szlovákiában, a Zsolnai kerületben, a Rózsahegyi járásban. A mai falu a rajta keresztül folyó patak jobb partján fekvő Nemesludrova és a bal parton fekvő – korábban Rózsahegyhez tartozó – Parasztludrova (más néven Villaludrova) egyesítésével jött létre.

## Fekvése
Rózsahegytől 4 km-re délkeletre, a Ludrovai-völgynek a Liptói-medencébe torkollásánál fekszik.

## Története
A község területén a történelem előtti időkben a puhói kultúra emberének települése állt.
Keleti része nemesi családoké volt, ezt 1461-ben „Rudlow” néven említik először. 1515-ben „Rwdefalwa”, 1518-ban „Rwdlow”, 1625-ben „Ludrova” néven említik az írott források. Főbb birtokosai a nagyselmeci Rakovszky, a Tholt és Mojs családok voltak. A század végén a nemesi község három zsellértelekkel is rendelkezett. 1715-ben legjelentősebb nemesi familiái a Rakovszky, Selmeczi, Tholt és Kasaniczky családok. Ekkor 51 adózó portája és malma is volt a községnek. 1784-ben 21 házában 164 lakos élt.
A 18. század végén Vályi András így ír róla: „LUDROVA. És Nemes Ludrova. Két falu Liptó Várm. Ludrovának földes Ura a’ K. Kamara, amannak pedig Rakovszky, és több Uraságok, lakosai katolikusok, fekszenek Nagy Selmeczhez nem meszsze, és annak filiáji, földgyeik termékenyek, fájok tűzre, és épűletre van.”
1832-ben nagy tűzvész tört ki a nemesi községben, mely átterjedt a másik falura is. 42 lakóház és 35 gazdasági épület lett a tűz martaléka. Ezt követően a század végéig még három tűzvész pusztított.
Fényes Elek 1851-ben kiadott geográfiai szótárában így ír a faluról: „Ludrova (Nemes és Paraszt), két egymás mellett levő tót falu, Liptó vmegyében, mellyet csak egy kis patak választ el. Számlál 929 kath., 2 evang. lak. Kath. paroch. Földe inkább sovány, mint termékeny; hegyeiben legelője bőven; erdeje derék. F. u. Rosenberg priv. városa, és Abaffy, Thold család. Ut. p. Rosenberg.”
A trianoni diktátumig Liptó vármegye Rózsahegyi járásához tartozott.
1953-ban csatolták hozzá Parasztludrovát – ami addig Rózsahegyhez tartozott –, ekkor a Ludrova nevet kapta.

## Népessége
| Év:            | 1994. | 2004.   | 2014.   | 2024.   |
| -------------- | ----- | ------- | ------- | ------- |
| Emberek száma: | 955   | 982     | 999     | 994     |
| Eltérés:       |       | +2,82 % | +1,73 % | -0,50 % |

| Év:            | 2023. | 2024.   |
| -------------- | ----- | ------- |
| Emberek száma: | 981   | 994     |
| Eltérés:       |       | +1,32 % |

1910-ben 176, túlnyomórészt szlovák anyanyelvű lakosa volt.
2001-ben 945 lakosából 940 szlovák volt.
2011-ben 979 lakosából 968 szlovák volt.
2021-ben 1000 lakosából 993 (+2) szlovák, 4 (+1) egyéb és 3 ismeretlen nemzetiségű volt.

## Nevezetességei
- A nyugati részen emelkedő dombon áll a 13. század második felében épített Mindenszentek templom, melyet a 15. század végén, majd 1843-ban a déli hajóval bővítették. Falfestményei 15. századiak. Gótikus szárnyas oltára 1500 és 1510 között készült.
- A faluban álló neogótikus Mindenszentek templomot 1825-ben építették egy korábbi fa harangláb helyén. A templom építésekor a haranglábat elbontották.

## Lásd még
- Parasztludrova